# Bactrocera exigua
Bactrocera exigua är en tvåvingeart som först beskrevs av May 1958.  Bactrocera exigua ingår i släktet Bactrocera och familjen borrflugor. Inga underarter finns listade.